# Suicide Notes and Butterfly Kisses
Suicide Notes and Butterfly Kisses é o álbum de estreia da banda americana de metalcore Atreyu, lançado em 4 de Junho de 2002 pela Victory Records. É o único álbum que traz o baixista Chris Thomson.
O álbum trazia versões retrabalhadas das canções "Living Each Day Like You Already Dead", "Someone's Standing on My Chest" e "Tulips Are Better", que originalmente apareceram no EP de 2001 Fractures in the Facade of Your Porcelain Beaulty. "Ain't Love Grand" e "Lip Gloss and Black" foram lançados como singles e vídeos também foram lançados para essas duas músicas no outono de 2003. Suicide Notes and Butterfly Kisses vendeu mais de 100.000 cópias.
O álbum seria originalmente lançado com o título de The Death Rock Diaries devido ao seu tom sombrio. A mudança no nome do álbum veio simplesmente pelo fato da banda ter gostado de Suicide Notes and Butterfly Kisses como título.

## Faixas
As letras foram escritas por Alex Varkatzas e os instrumentais por Dan Jacobs, Travis Miguel e Brandon Saller.
1. "A Song for the Optimists" – 4:39
2. "Dilated" – 3:34
3. "Ain't Love Grand" – 3:43
4. "Living Each Day Like You're Already Dead" – 2:45
5. "Deanne the Arsonist" – 3:41
6. "Someone's Standing on My Chest" – 4:09
7. "At Least I Know I'm a Sinner" (feat. Efrem Schulz) – 3:22
8. "Tulips Are Better" – 3:32
9. "A Vampire's Lament" – 3:19
10. "Lip Gloss and Black" – 5:04

## Edição Limitada
A 23 de Fevereiro de 2004 foi lançada uma edição limitada de Suicide Notes and Butterfly Kisses, foram gravadas 25,000 cópias numeradas, esta incluía um DVD, com cenas ao vivo do concerto em Showcase Theatre, Corona, Califórnia em Dezembro de 2003.

### DVD
- "Deanne the Arsonist" (Video ao vivo)
- "Someone's Standing on My Chest" (Video ao vivo)
- "Ain't Love Grand" (Video ao vivo)
- "A Song for the Optimists" (Video ao vivo)
- "Dilated" (Video ao vivo)
- "Lip Gloss and Black" (Video ao vivo)
- "Ain't Love Grand" (Video ao vivo)
- "Lip Gloss and Black" (Video ao vivo)
- Documental
- Biografías

## Créditos
- Alex Varkatzas - Vocal
- Dan Jacobs - Guitarra
- Travis Miguel - Guitarra
- Brandon Saller - Bateria e Vocal
- Chris Thomson - Baixo

## Recepção crítica
Recebeu 4 de um total de cinco estrelas pela AllMusic. O Lambgoat.com avaliou-lhe como 7 de 10, mesma avaliação conferida pelo Berontakzine.com. O Punknews avaliou-lhe com uma nota 4.5 numa escala até 5.